# NGC 406
NGC 406 est une galaxie spirale située dans la constellation du Toucan. Sa vitesse par rapport au fond diffus cosmologique est de 1 439 ± 6 km/s, ce qui correspond à une distance de Hubble de 21,2 ± 1,5 Mpc (∼69,1 millions d'al). NGC 406 a été découverte par l'astronome britannique John Herschel en 1834.
Sa vitesse par rapport au fond diffus cosmologique est de 1 439 ± 6 km/s, ce qui correspond à une distance de Hubble de 21,2 ± 1,5 Mpc (∼69,1 millions d'al).
À ce jour, une quinzaine de mesures non basées sur le décalage vers le rouge (redshift) donnent une distance de 20,33 ± 2,05 Mpc (∼66,3 millions d'al), ce qui est à l'intérieur des valeurs de la distance de Hubble.
La classe de luminosité de NGC 406 est III et elle présente une large raie HI.

## Galerie

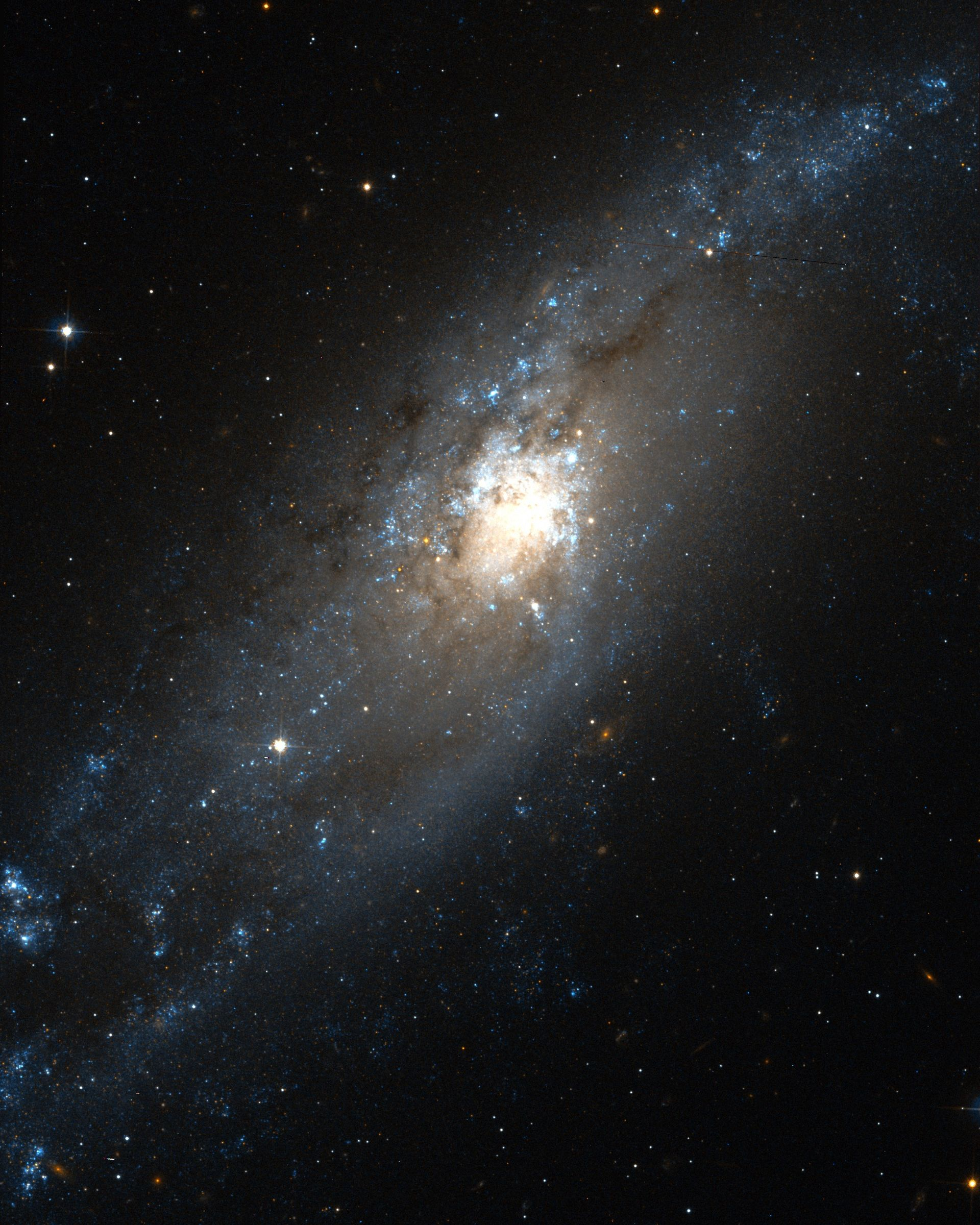
La galaxie NGC 406 captée par le télescope spatial Hubble.
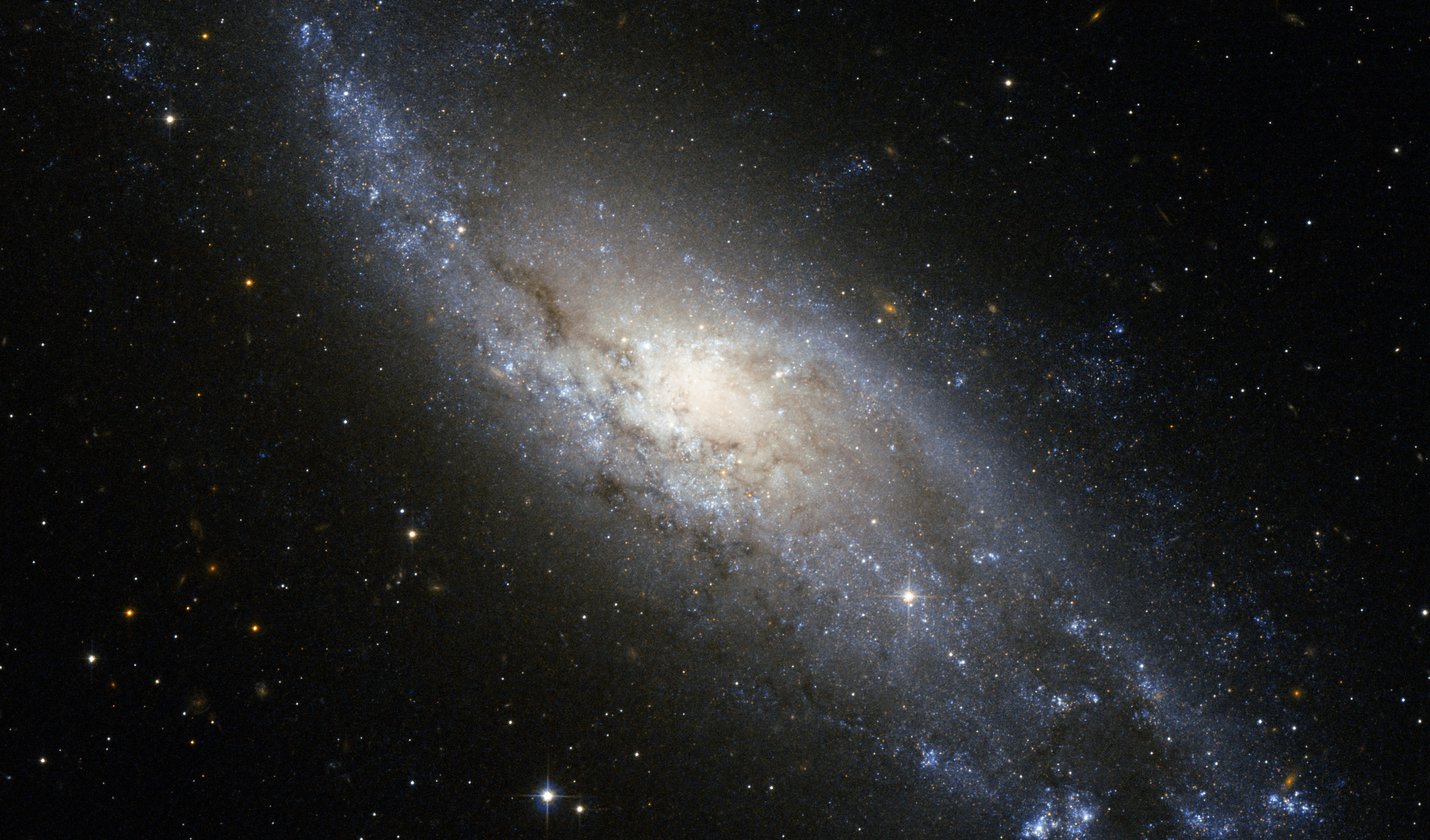
Une autre image de NGC 406 par Hubble. (ESA/Hubble et NASA)
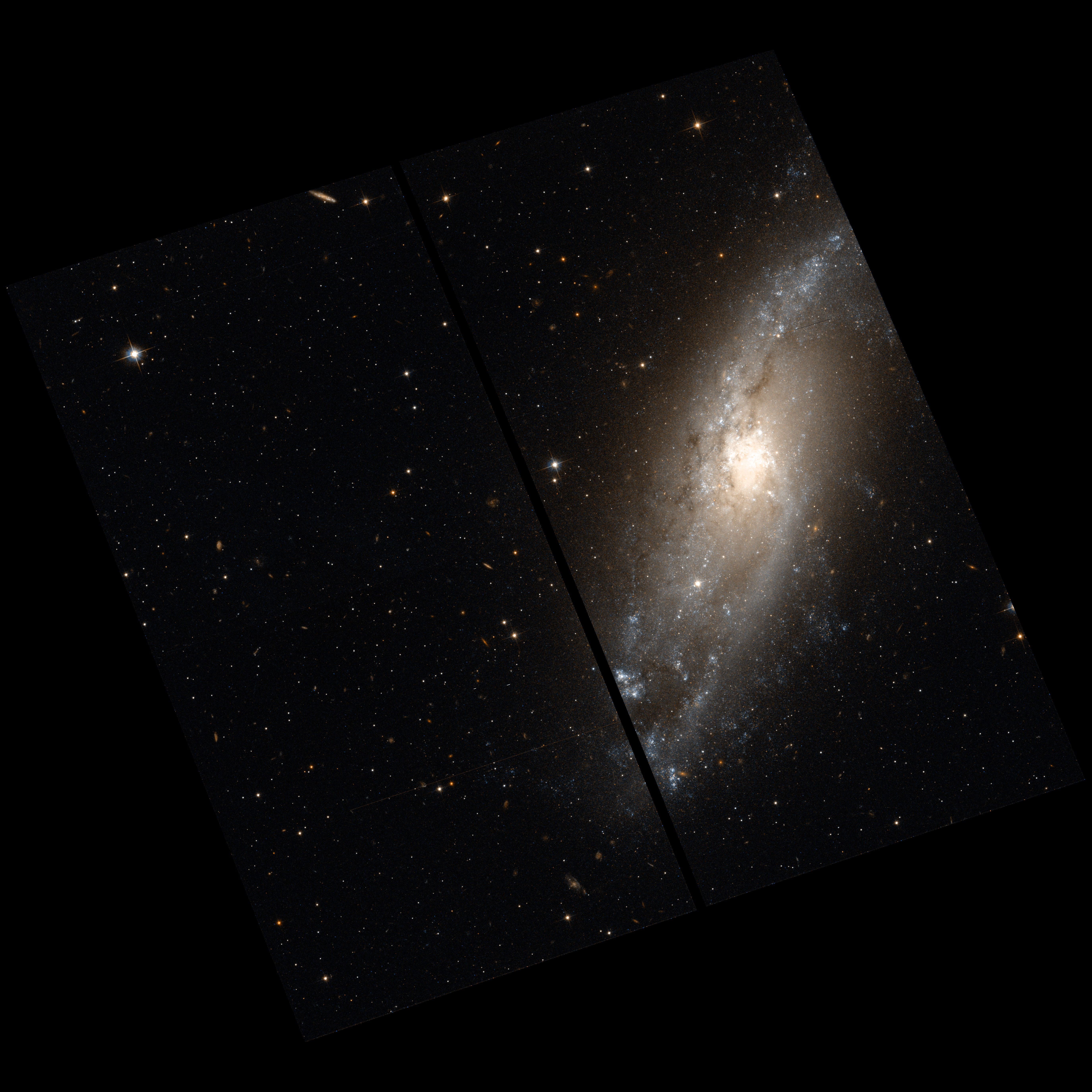
Image basée sur les données de DSS.